# Tudor Vladimirescu, Călărași
Tudor Vladimirescu este un sat în comuna Perișoru din județul Călărași, Muntenia, România.